# Acura CL-X
Acura CL-X, fue un prototipo de automóvil diseñado y construido por Acura en colaboración con Honda para el Salón del Automóvil Internacional de Norteamérica de 1995. Este auto podía desarrollar 225 km/h gracias a sus ruedas de fibra de carbono y compuestos de aluminio diseñadas específicamente para mejorar su rendimiento. El auto paso a producción y se comercializó como Acura CL en febrero de 1996. Inicialmente pensado para reemplazar el variante cupé del Acura Legend, evolucionó para convertirse en una forma cupé del Acura TL.